# Бактрийцы (народ)
Ба́ктрийцы — исторический народ, живший с древних времен до V века в Бактрии, на сопредельных территориях современных Таджикистана, Узбекистана и Афганистана, между горной цепью Гиндукуш на юге и Гиссарским хребтом  на севере. Столицей страны был город Балх на территории северного Афганистана. Бактрийцы говорили на вымершем бактрийском — иранском языке индо-иранской подгруппы индоевропейской языковой семьи.

## Истоки бактрийского этноса
На территории будущей Бактрии существовал Бактрийско-Маргианский археологический комплекс с XXIII по XVIII вв. до н. э. Раскопками Сарианиди и Массона вскрыты фундаменты грандиозных для своего времени (в том числе и фортификационных) сооружений в Намазга-Тепе, Алтын-Депе и ряде других мест. Характерны нерасписная гончарная посуда, двухъярусные гончарные горны, медные и бронзовые литые изделия (ножи, кинжалы, зеркала), глиняные модели повозок. Открыты остатки многокомнатных домов, разделённых узкими улочками. Высоко развитые керамика и ювелирное дело указывают на наличие в городах большого числа ремесленников. Пиктограммы на одной из печатей могут свидетельствовать о наличии в поселениях особой системы письменности.
Исследование, проведенное Нарасимханом и другими исследователями (2019), показало, что основное население БМАК в значительной степени произошло от предшествующих местных народов эпохи энеолита. Они не нашли никаких доказательств того, что образцы, полученные на территории БМАК, произошли от людей ямной культуры, которые рассматриваются как праиндоевропейцы.
Основными религиями этого региона до арабского вторжения были зороастризм и буддизм.

## Под властью Ахеменидов (VI—IV вв. до н. э.)

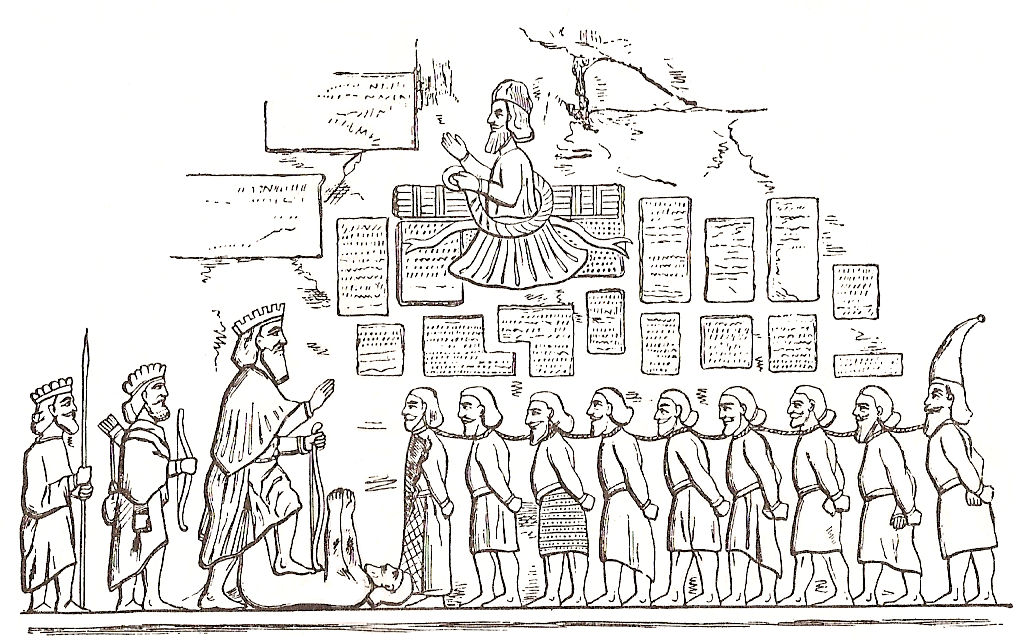
Прорисовка Бехистунского рельефа, изображающего триумф Дария над магом Гауматой и мятежными «царями», включая правителей Средней Азии. Конец VI в. до н. э.

В середине VI века до н. э. Бактрия была завоевана Киром II и включена в состав державы Ахеменидов. Из Геродота следует, что бактрийцы и саки в порядке завоевания следовали за Вавилоном («… помехой Киру были Вавилон, бактрийский народ, саки и египтяне»).
Бактрия упоминается в Бехистунской надписи Дария I. 
«История» Геродота содержит значительную информацию о бактрийцах. У Геродота они выступают в качестве подданных персидских царей, которые уплачивают дань и выставляют им воинские контингенты.
Бактрийцы служили в персидской армии Ахеменидов. В Саламине они находились под непосредственным командованием Дария III. При Гавгамелах бактрийская кавалерия едва не склонила чашу весов против македонцев.
Дарий III потерпел поражение от Александра Македонского,  и был убит сатрапом Бактрии Бессом.  Бесс объявил себя царём и принял тронное имя Артаксеркс V и попытался организовать сопротивление, но был схвачен другими военачальниками и доставлен Александру. Затем его пытали и убили.

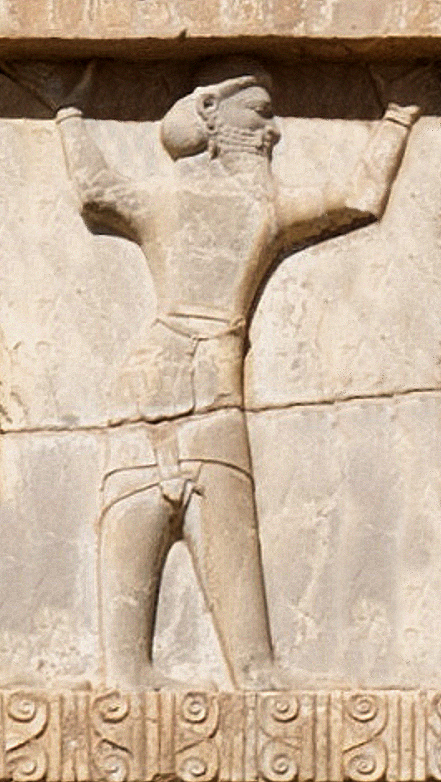
Изображение бактрийского солдата на стеле Ксеркса I, 470 год до нашей эры

## Бактрийский язык
Бактрийский язык, по-видимому, занимает промежуточное положение между западным и восточным иранскими языками, имея почти столько же общих черт с парфянским языком, сколько с хорезмийским и согдийским.

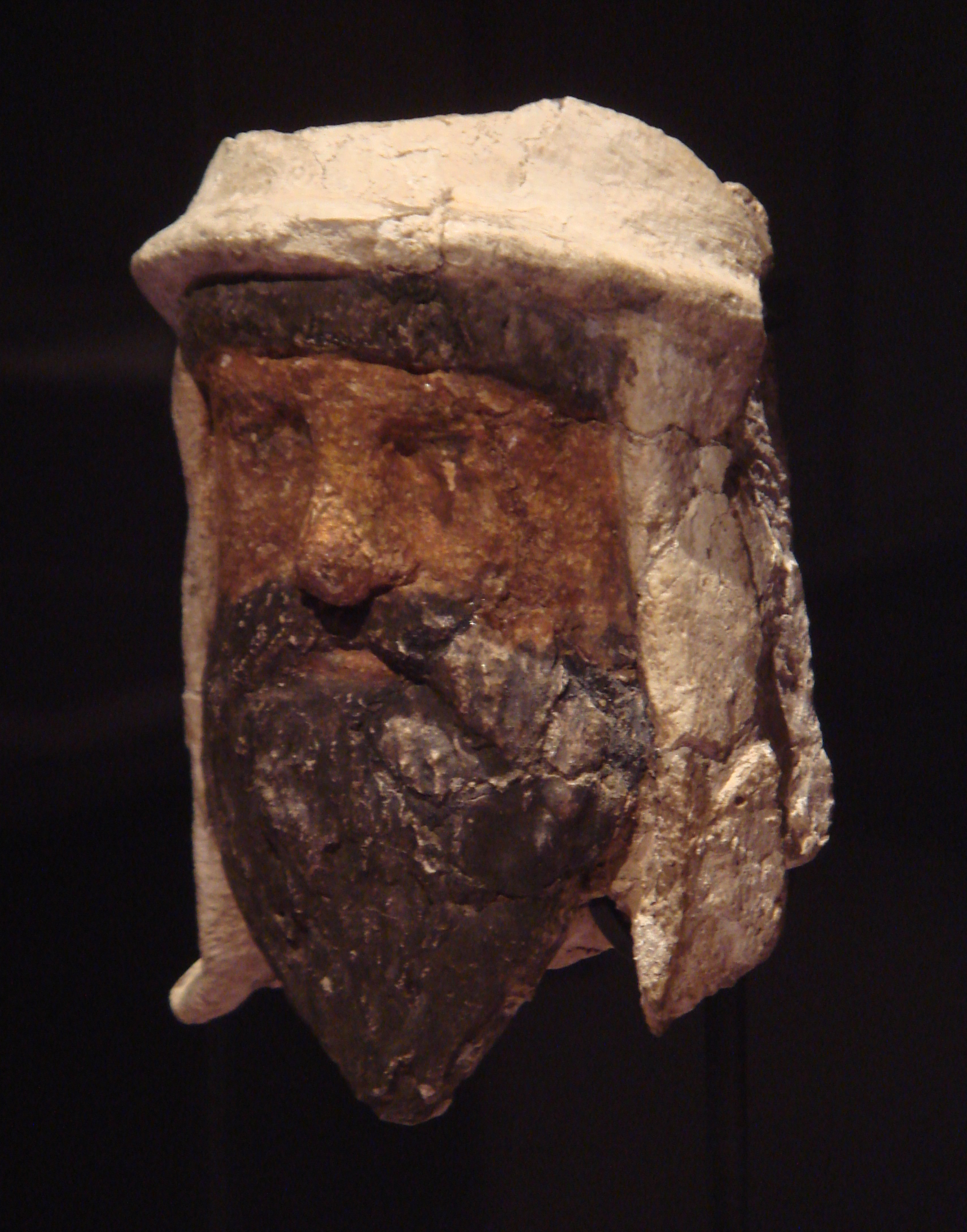
Раскрашенная голова зороастрийского жреца из глины и алебастра в характерном головном уборе в бактрийском стиле, Тахти-Сангин, Таджикистан, Греко-Бактрийское царство, IV—III век до н. э.

Бактрийский язык засвидетельствован монетами, печатями и надписями кушанского периода с I до IX века. Бактрийский язык — единственный среднеиранский язык, система письма которого основана на греческом алфавите, что в конечном итоге связано с завоеванием Бактрии Александром Македонским и сохранением греческого правления в течение примерно 200 лет после его смерти (323 г. до н. э.).
Бактрийский вымер, его заменили северо-восточные иранские языки, такие как пушту, йидга, мунджанский и ишкашимский. В Encyclopædia Iranica говорится:
Таким образом, бактрийский язык занимает промежуточное положение между пушту и йидга-мунджанским, с одной стороны, согдийским, хорезмийским и парфянским — с другой: таким образом, он занимает свое место в Бактрии. Согласно другому источнику, современные носители мунджанского, восточно-иранского языка долины Мунджан на северо-востоке Афганистана, демонстрируют максимально близкое лингвистическое родство с бактрийским языком.
Бактрийский язык стал лингва франкой Кушанского царства и региона Бактрия, заменив греческий язык. Бактрийский язык использовался вплоть до прихода Омейядского халифата.

## Бактрийцы и греческое влияние

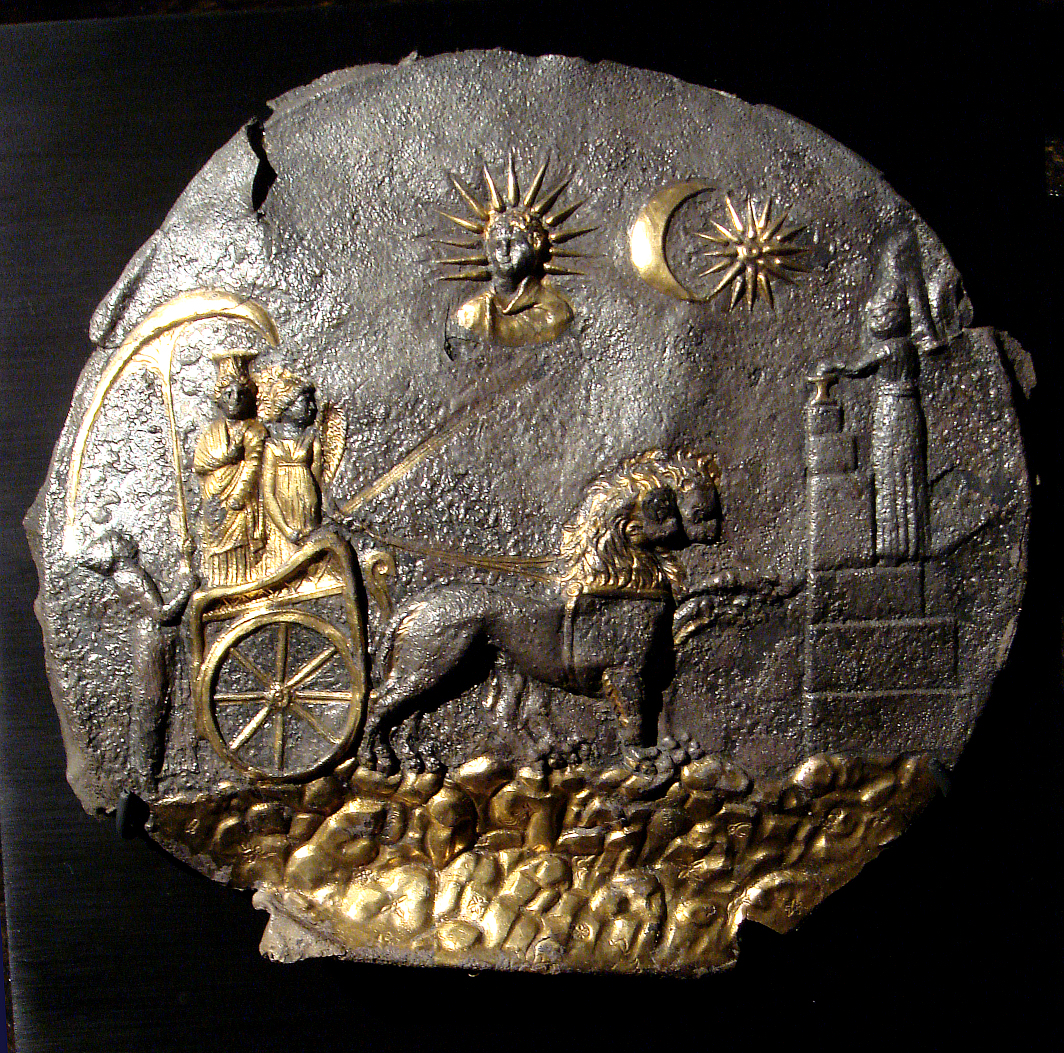
Материальная культура Александрии Оксианской, Афганистан

В 250—130 гг. до нашей эры бактрийцы входили в состав государства Греко-Бактрия. Население Греко-Бактрийского царства было неоднородным. Малочисленные, но владевшие передовыми военными технологиями (гетайры, фаланга, боевые слоны) греко-македонские колонисты («ионака») занимали военные и административные посты. Поначалу они бережно хранили свою эллинистическую культуру (гимнасии, театр, мегароны, скульптура, вакханалии), о чём свидетельствует городище Ай-Ханум.
Греко-бактрийцы, также известные на санскрите как йона, работали в сотрудничестве с местной бактрийской аристократией. К началу 2-го века до н. э. греко-бактрийцы создали империю, которая простиралась на юг и включала северо-западную Индию. Однако примерно к 135 году до н. э. это царство было захвачено вторгшимися племенами юэчжи, вторжение, которое позже привело к возникновению могущественной Кушанской империи.

## Бактрийцы и кочевые племена

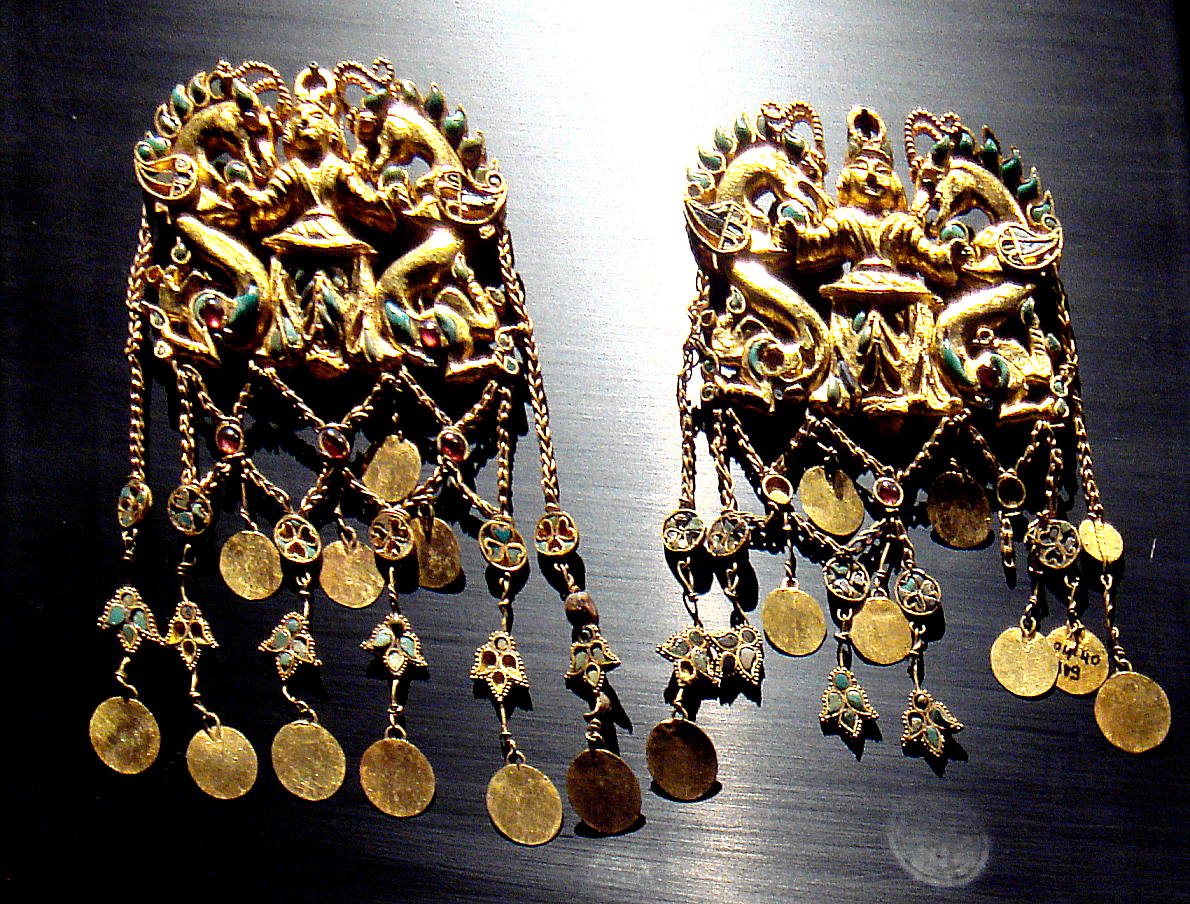
Золотые скульптурки кочевых племен Бактрии из городища Тилля-тепе, Афганистан

Основным ядром Кушанского государства первоначально была территория Бактрии. После падения Греко-Бактрийского царства существовали мелкие политические образования, в том числе владения, подчинявшиеся вождям кочевых племён, в частности юэчжи, уничтоживших власть греко-бактрийских царей. Эти кочевники довольно быстро восприняли традиции оседлой культуры. В частности, об этом свидетельствуют гробницы представителей знати, открытые советскими и афганскими археологами под руководством Виктора Сарианиди в поселении Тилля-тепе в Северном Афганистане.

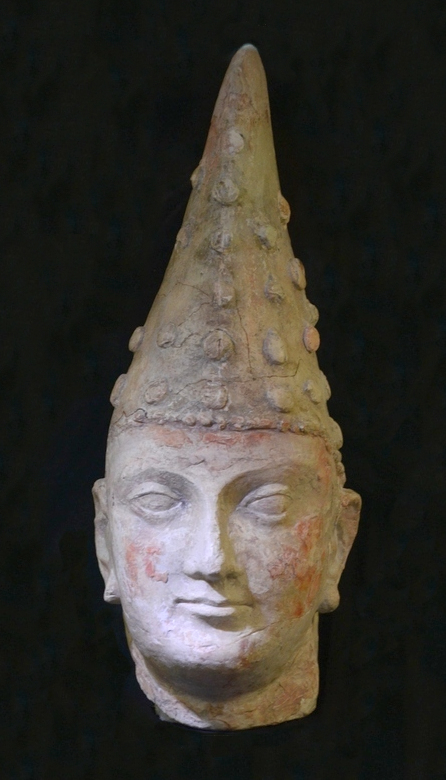
Кушанский принц, Дальверзин-тепе, I в. н. э., Узбекистан, Музей истории народов Узбекистана

Кушанская династия традиционно отождествляется с юэчжи и ираноязычными тохарами (не путать с другим индоевропейским народом, т. н. псевдотохарами). Некоторые авторы не различают кушанов и эфталитов и воспринимают эти два термина, как синонимы. Существует версия гуннского происхождения, согласно которой часть гуннов приняла наименование «кушан». Другие считают кушанов тюркоязычными. Луи Вивьен де Сен-Мартен высказался за тибетское происхождение юэ-чжэй. Генри Юль придерживался того же взгляда. К нему примкнули Фердинанд фон Рихтгофен, Герман Альфред Гутшмид и Н. А. Аристов. Клод Де Висделу считал их отраслью восточных монголов, кочевавших в Нью-лане (Нурхане). Александр Каннингем, Иакинф, Арминий Вамбери, Жюльен Жирар де Риаль, Фридрих Хирт придерживались версии тюркского происхождения. Как полагает Ш. Бира, кушаны (одно из племён юэчжи) принадлежали к монгольскому клану, и их историю можно рассматривать как часть ранней истории монголов.
Территориальная экспансия кушанов способствовала распространению бактрианского языка в других частях Средней Азии и Северной Индии.
С середины IV века Бактрия и северо-западная Индия были захвачены гуннскими племенами. Легенды «бактрийских» монет и надчеканки гуннского периода демонстрируют богатое лингвистическое разнообразие: названия происходят от индийских (шри «шри»), тюркских (кагано «каган», тархано «тархан», тодоно «тудун») и даже латинские (от кесаро «Цезарь Римский»), а также от бактрийских и среднеперсидских (баго, шауо, хоадео). Бактрийский "занимает промежуточное положение между пуштунами и идига-мунджи, с одной стороны, согдийцами, хорезмийцами и парфянами, с другой: таким образом, он занимает свое место среди среднеазиатских языков.
В позднеантичный период столица Бактрии - Бактра в отличие от сасанидского Ирана где господствовал зороастризм, стала важным центром буддизма — хинаяны в Средней Азии. По свидетельству Сюаньцзана, в VII веке в городе было около сотни буддийских монастырей (вихара), в которых проживало 30 000 монахов. Крупнейшим из монастырей был Навбахар (санскр. नवविहार — «новый монастырь»), в котором находилась гигантская статуя Будды.
С IV века нашей эры, название Бактрия, как и название народа исчезло из исторических хроник. Возник новый термин Тохаристан, который сохранился до наших дней в форме названия провинции Тахар в северном Афганистане.
Проникновение тюрок на территорию Бактрии-Тохаристана с VI века привело к усилению тохаристанско-тюркских связей. Тюркские имена и титулы встречаются в бактрийских документах VII—VIII вв.: каган, тапаглиг элтабир, тархан, тудун, имена Кутлуг Тапаглиг Бильга савук, Кера-тонги, Тонгаспар, тюркские этнические названия: халач, тюрк Тюркские шахи или Кабульские шахи были династией западнотюркского или смешанного тюрко-эфталитского происхождения, правившей в Кабуле и Каписе в VII-IX веках н. э.
В бактрийском языке встречается также термин «великая тюркская принцесса». В этот период тюрки составили часть оседлого населения древней Бактрии.

## Потомки бактрийцев
Современные таджики, юг Таджикистана и север Афганистана являются потомками древних бактрийцев.
Как отмечают исследователи, язык пуштунов имеет общие черты с мунджанским языком, который является ближайшим из существующих языков к вымершему бактрийскому языку.

Современные таджики являются потомками древних восточно-иранских жителей Центральной Азии. В частности, бактрийцев, и, возможно, других групп, с примесью западно-иранских персов и неиранских народов. В Encyclopædia Britannica говорится: 
Таджики являются прямыми потомками иранских народов, чьё постоянное присутствие в Центральной Азии и северном Афганистане засвидетельствовано с середины 1-го тысячелетия до н. э. Предки таджиков составляли ядро древнего населения Хорезма и Бактрии, которые входили в состав Трансоксании (Согдианы). Они были включены в состав империй Ахеменидов и Александра Македонского, и они смешались с такими более поздними захватчиками, как кушаны и эфталиты в 1-6 веках н. э. С течением времени восточно-иранский диалект, который использовался древними таджиками, в конце концов уступил место персидскому, западному диалекту, на котором говорили в Иране и Афганистане.
Как отмечали советские/российские этнографы одними из древних предков узбеков были бактрийцы.